# Perizoma camptogrammaria
Perizoma camptogrammaria là một loài bướm đêm trong họ Geometridae.